# Джордж Абът (журналист)
Вижте пояснителната страница за други личности с името Джордж Абът.
Джордж Фредерик Абът (на английски: George Frederick Abbott) е британски писател, фолклорист и кореспондент.

## Биография
Роден е през 1874 г. в Тънбридж Уелс, Великобритания. Завършва Еманюел Колидж, Кеймбридж (1899). През 1900 г. е изпратен от Кеймбриджкия университет в Македония, където да изследва фолклора на местните общности. Джордж Абът проявява симпатии към гръцката кауза. Започва обиколката си от Скопие, след което остава известно време в Солун. Посещава градовете Сяр, Валовища, Мелник и Петрич. На връщане минава през Драма и Кавала и обикаля Света гора. До 1903 г. е специален кореспондент за югоизточна Европа за няколко лондонски вестника. През 1905 г. придружава принца на Уелс Джордж V при посещението му в Индия. Жени се за феминистката деятелка Елизабет Вилхемина Хей Лемънд (1884 – 1957), с която имат син – командир Яспер А. Р. Абът (1911 – 1960). Джордж Абът е награден с гръцкия „Орден на Спасителя“.